# 13 (альбом Тимати)
«13» — четвёртый студийный альбом российского хип-хоп-исполнителя Тимати, выпущенный 28 октября 2013 на лейбле Black Star Inc. Концерт-презентация альбома состоялась 26 октября в концертном зале «Крокус Сити Холл» в Москве.

## История
О готовящейся русскоязычной пластинке Тимати объявил 13 сентября 2011 года, ещё до выхода своего англоязычного альбома SWAGG, на одном из выпусков программы «Стол заказов» на телеканале RU.TV. С того момента были выпущены такие русскоязычные синглы как «На краю земли», «Реквием по любви», «Rock Star», «Лондон», которые не вошли в альбом. 
В начале 2013 года представлена афиша концерта-презентации «XIII», который пройдет 26 ноября 2013 года.   
13 сентября 2013 года лейбл Black Star Inc. анонсировал обложку четвёртой пластинки Тимати. 21 октября 2013 года представлен треклист альбома и объявлена дата релиза.
14 февраля 2014 Тимати на своей странице в Instagram опубликовал новость о переиздании альбома 13 с неизданными треками. 7 марта 2014 Тимати объявил дату выхода переиздаваемого альбома и отметил, что он дополнится двумя неизданными треками, новым видеоклипом и цифровым буклетом. 17 марта 2014 состоялся выпуск переиздания альбома 13 в онлайн-магазине iTunes Store.

## Синглы
24 июня 2013 состоялась премьера первого сингла с альбома. Песня под названием «Что видишь ты» была выпущена вместе с видеоклипом, который был снят в горах Чеченской Республики.
2 июля выпущен второй сингл с альбома «Посмотри» при участии певицы Kristina Si. По итогам первой недели цифровых продаж песня заняла 1 место в России. Также на песню снят клип, премьера которого состоится в октябре 2013.
2 сентября выпущен третий видеосингл «Время не ждёт» — совместная работа с музыкантом Павлом Мурашовым. Премьера песни состоялась 28 июля 2013 на Новой волне 2013, где была исполнена артистами вживую.
Впоследствии синглы «Посмотри» и «Время не ждёт» не вошли в альбом.

## Коммерческий прием
За первые сутки после релиза на iTunes Store альбом занял первые строчки в чартах «Топ-Альбомы» по цифровым продажам в России, на Украине, в Азербайджане, Молдавии, Казахстане; вторую — в Латвии; 8-ю — в Литве. По итогам первой недели продаж в период с 28 октября по 3 ноября альбом 13 занял первое место в чарте «Топ-Альбомы» российского отделения онлайн-магазина iTunes Store. С 4 по 10 ноября — второе.

## Список композиций
| №   | Название                                 | Текст песни                | Музыка               | Длительность |
| --- | ---------------------------------------- | -------------------------- | -------------------- | ------------ |
| 1.  | «Пролог» (feat. Сергей Минаев)           | Тимати, С.Минаев           | П.Мурашов            | 2:32         |
| 2.  | «Демоны» (feat. Павел Мурашов)           | Тимати, П.Мурашов          | П.Мурашов, Тимати    | 5:04         |
| 3.  | «Все было не зря» (feat. Гарик Сукачёв)  | Тимати                     | Capella              | 3:26         |
| 4.  | «Рентген»                                | Тимати, Ю.Ряшенцев         | П.Мурашов, В.Лебедев | 3:47         |
| 5.  | «Выключаем свет»                         | Тимати                     | П.Мурашов, Тимати    | 4:29         |
| 6.  | «Голая»                                  | Тимати                     | П.Мурашов, Тимати    | 4:00         |
| 7.  | «GQ» (feat. L'One и Сергей Мазаев)       | Тимати, L'One              | Capella              | 3:27         |
| 8.  | «Выходной»                               | Тимати                     | Capella              | 3:26         |
| 9.  | «Ловушка» (feat. L'One, Мот, Фидель)     | Тимати, L'One, Мот, Фидель | Capella              | 4:02         |
| 10. | «Море» (feat. Павел Мурашов и Фидель)    | Тимати, П.Мурашов          | П.Мурашов, Тимати    | 4:42         |
| 11. | «Полночь» (feat. Natan)                  | Тимати, П.Мурашов, Natan   | П.Мурашов            | 5:37         |
| 12. | «Вертолет»                               | Тимати                     | П.Мурашов, Тимати    | 5:55         |
| 13. | «Что видишь ты»                          | Тимати                     | Capella              | 3:06         |
| 14. | «Прокатись со мной» (feat. Тимур Сказка) | Тимати                     | П.Мурашов, Тимати    | 4:02         |
| 15. | «Понты» (feat. Егор Клинаев)             | Тимати                     | П.Мурашов, Тимати    | 4:16         |

Примечания
- Трек «Рентген». По лицензии Киноконцерна «Мосфильм». Фрагмент из фильма «Гардемарины, вперёд!» © Киноконцерн «Мосфильм», 1987 год.

## Участники записи
- Тимати — артист альбома, автор слов, продюсер, автор музыки (треки 2, 5, 6, 10, 12, 14, 15)
- Capella — автор музыки (треки 3, 7, 8, 9, 13), сопродюсер
- Павел Мурашов — генеральный музыкальный продюсер, гостевой артист (треки 2, 10), автор музыки (треки 1, 2, 4, 5, 6, 10, 11, 12, 14, 15)
- L'One — гостевой артист  (треки 7, 9), автор слов (треки 7, 9)
- Сергей Минаев — гостевой артист (трек 1), автор слов (трек 1)
- Гарик Сукачёв — гостевой артист (трек 3)
- Сергей Мазаев — гостевой артист (трек 7)
- Мот — гостевой артист (трек 9), автор слов (трек 9)
- Фидель — гостевой артист (треки 9, 10), автор слов (трек 9)
- Natan — гостевой артист (трек 11), автор слов (трек 11)
- Егор Клинаев — гостевой артист (трек 15)
- Лебедев В.М. — автор музыки (трек 4)
- Ряшенцев Ю.Е. — автор слов (трек 4)
- Пашу — исполнительный продюсер
- Виктор Абрамов — исполнительный продюсер
- Константин «Косторч» Матафонов — сведение и запись
- Chris Gehringer (Sterling Sound Mastering) — мастеринг

## История релиза
| Регион                      | Дата            | Формат               | Лейбл                            |
| --------------------------- | --------------- | -------------------- | -------------------------------- |
| Мировой релиз               | 28 октября 2013 | цифровая дистрибуция | Black Star Inc.                  |
| Россия                      | 5 ноября 2013   | CD                   | Black Star Inc., Монолит Рекордс |
| Мировой релиз (переиздание) | 17 марта 2014   | цифровая дистрибуция | Black Star Inc.                  |